# Proteoliza
Proteoliza je razlaganje proteina u manje polipeptide ili aminokiseline. Do toga generalno dolazi putem hidrolize peptidne veze, i to se najčešće ostvaruje posredstvom ćelijskih enzima zvanih proteaze. Do toga isto tako može doći putem intramolekulskog varenja, kao i putem neenzimatskih metoda kao što je dejstvo mineralnih kiselina i toplote.
Proteoliza u organizmima ima mnoštvo namena. Na primer, digestivni enzimi razlažu proteine iz hrane da bi se obezbedile aminokiseline za organizam, dok proteolitička modifikacija polipeptidnog lanca nakon njegove sinteze može da bude neophodna za formiranje aktivnog proteina. Proteoliza je takođe važna u regulaciji nekih fizioloških i ćelijskih procesa, kao i za sprečavanje akumulacije neželjenih ili abnormalnih proteina u ćelijama.

## Posttranslacione proteolitičke modifikacije
Ograničena proteoliza polipeptida tokom ili nakon translacije pri sintezi proteina se često javlja kod mnogih proteina. To može da obuhvati uklanjanje N-terminusnog metionina, signalnog peptida, i/ili konverziju neaktivnog proteina u aktivan. Prekurzor krajnje funkcionalne forme proteina se naziva proprotein. Proproteini mogu inicijalno da budu sintetisani kao preproproteini. Na primer, albumin se prvo sintetiše kao preproalbumin i sadrži neodvojeni signalni peptid. Iz njega se formira proalbumin nakon odvajanja signalnog peptida, i daljim odvajanjem N-terminalnog propeptida sa 6 ostataka nastaje krajnji protein.

## Literatura
- Nicholas C. Price; Lewis Stevens (1999). Fundamentals of Enzymology: The Cell and Molecular Biology of Catalytic Proteins (Third изд.). USA: Oxford University Press. ISBN 019850229X.
- Eric J. Toone (2006). Advances in Enzymology and Related Areas of Molecular Biology, Protein Evolution (Volume 75 изд.). Wiley-Interscience. ISBN 0471205036.
- Branden C; Tooze J. Introduction to Protein Structure. New York, NY: Garland Publishing. ISBN 0-8153-2305-0.
- Irwin H. Segel. Enzyme Kinetics: Behavior and Analysis of Rapid Equilibrium and Steady-State Enzyme Systems (Book 44 изд.). Wiley Classics Library. ISBN 0471303097.

## Spoljašnje veze
- Proteolysis u rečniku